# Marius Borg Høiby

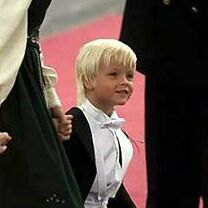
Høiby in 2005

Marius Borg Høiby (Oslo, 13 januari 1997) is de zoon van Mette-Marit Tjessem Høiby (Prinses Mette-Marit van Noorwegen), de echtgenote van kroonprins Haakon Magnus van Noorwegen.
Toen Marius werd geboren in 1997, zat zijn vader Morten Borg in de gevangenis voor drugsdelicten. In 2001 trouwde zijn moeder Mette-Marit met Haakon Magnus, kroonprins van Noorwegen. Zij kregen samen twee kinderen: prinses Ingrid Alexandra in 2004 en prins Sverre Magnus in 2005. Marius kan geen aanspraak maken op de Noorse troon.
Borg Høiby kwam meerdere keren in aanraking met justitie en werd onder meer beschuldigd van verkrachting. In augustus 2024 werd hij gearresteerd op verdenking van mishandeling van zijn vriendin. Hij gaf de feiten toe en weet die aan een drugsverslaving. Na politieonderzoek van verscheidene aanklachten tegen hem besloot de openbare aanklager in augustus 2025 om Borg Høiby te vervolgen voor vier verkrachtingen die zouden hebben plaatsgevonden in 2018, 2023 en 2024.